# Rivehaute
Rivehaute (en béarnais Ribahauta ou Ribehaute) est une commune française située dans le département des Pyrénées-Atlantiques, en région Nouvelle-Aquitaine.
Le gentilé est Ribaltar.

## Géographie

### Localisation
La commune de Rivehaute se trouve dans le département des Pyrénées-Atlantiques, en région Nouvelle-Aquitaine.
Elle se situe à 56 km par la route de Pau, préfecture du département, à 36 km d'Oloron-Sainte-Marie, sous-préfecture, et à 30 km de Mourenx, bureau centralisateur du canton du Cœur de Béarn dont dépend la commune depuis 2015 pour les élections départementales.
La commune fait en outre partie du bassin de vie de Sauveterre-de-Béarn.
Les communes les plus proches sont : 
Gestas (0,9 km), Nabas (1,4 km), Tabaille-Usquain (1,9 km), Charre (3,2 km), Espiute (3,4 km), Montfort (3,8 km), Aroue-Ithorots-Olhaïby (4,2 km), Lichos (4,5 km).
Sur le plan historique et culturel, Rivehaute fait partie de la province du Béarn, qui fut également un État et qui présente une unité historique et culturelle à laquelle s’oppose une diversité frappante de paysages au relief tourmenté.

### Communes limitrophes
Les communes limitrophes sont  Araujuzon, Charre, Gestas, Montfort et Nabas.
| Gestas | Montfort  |           |
| Nabas  | Rivehaute | Araujuzon |
|        | Charre    |           |

### Hydrographie

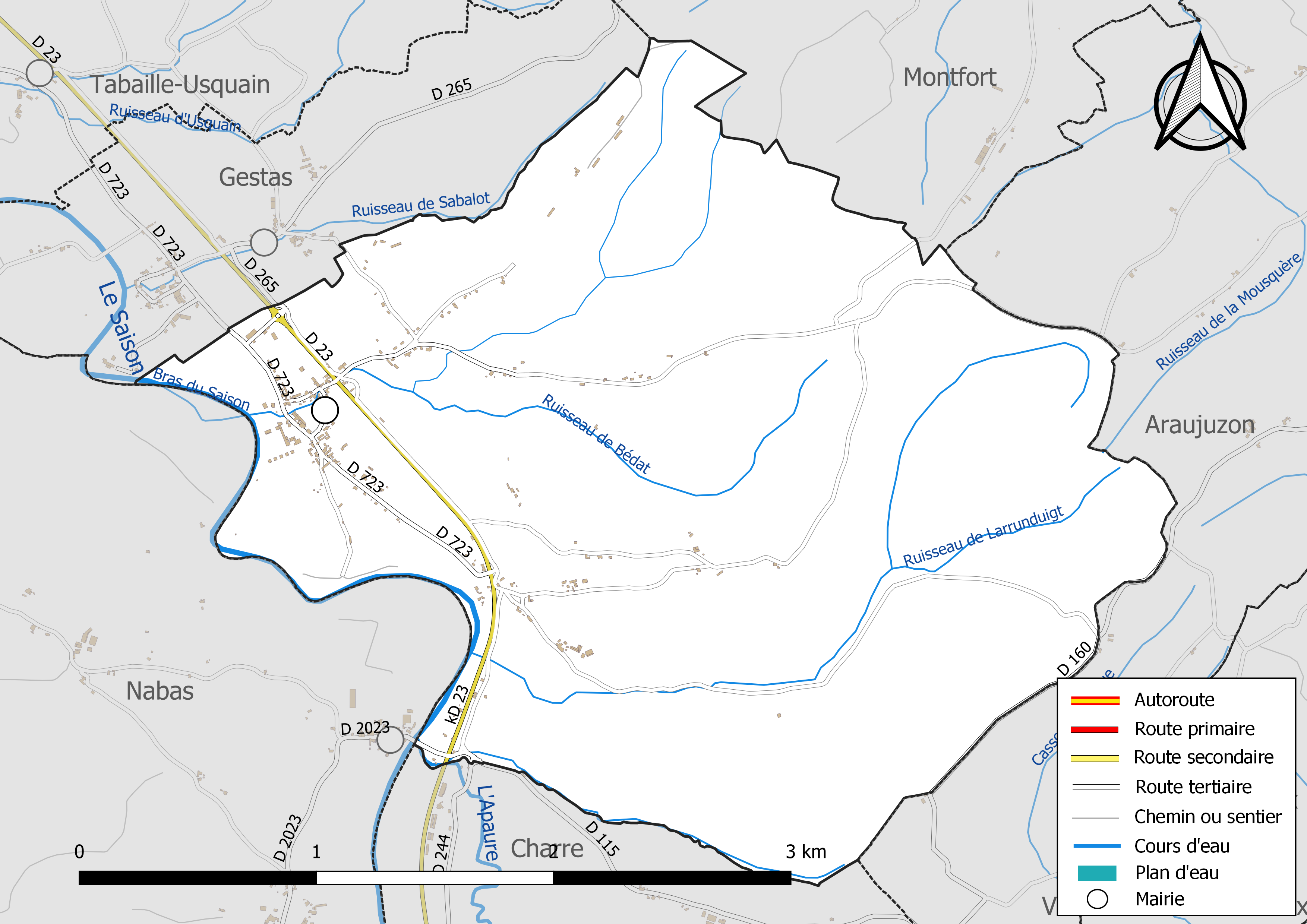
Réseaux hydrographique et routier de Rivehaute.

La commune est drainée par le Saison, l'Apaure, un bras du Saison, le ruisseau de Bédat, le ruisseau de la Mousquère, le ruisseau de Larrunduigt, le ruisseau de Sabalot, et par divers petits cours d'eau, constituant un réseau hydrographique de 12 km de longueur totale,.
Le Saison, d'une longueur totale de 72,2 km, prend sa source dans la commune de Larrau et s'écoule du sud vers le nord. Il traverse la commune et se jette dans le gave d'Oloron à Autevielle-Saint-Martin-Bideren, après avoir traversé 31 communes.
L'Apaure, d'une longueur totale de 11,2 km, prend sa source dans la commune d'Arrast-Larrebieu et s'écoule du sud vers le nord. Il traverse la commune et se jette dans le Saison à Nabas, après avoir traversé 5 communes.

### Climat
Pour des articles plus généraux, voir Climat de la Nouvelle-Aquitaine et Climat des Pyrénées-Atlantiques.
Historiquement, la commune est exposée à un micro climat océanique basque.  
En 2020, Météo-France publie une typologie des climats de la France métropolitaine dans laquelle la commune est exposée à un climat de montagne et est dans la région climatique Pyrénées atlantiques, caractérisée par une pluviométrie élevée (>1 200 mm/an) en toutes saisons, des hivers très doux (7,5 °C en plaine) et des vents faibles.
Pour la période 1971-2000, la température annuelle moyenne est de 13,8 °C, avec une amplitude thermique annuelle de 13,9 °C. Le cumul annuel moyen de précipitations est de 1 278 mm, avec 12 jours de précipitations en janvier et 8,2 jours en juillet. Pour la période 1991-2020, la température moyenne annuelle observée sur la station météorologique la plus proche, située sur la commune de Saint-Gladie-Arrive-Munein à 5,95 km à vol d'oiseau, est de 14,3 °C et le cumul annuel moyen de précipitations est de 1 323,1 mm,. Pour l'avenir, les paramètres climatiques de la commune estimés pour 2050 selon différents scénarios d’émission de gaz à effet de serre sont consultables sur un site dédié publié par Météo-France en novembre 2022.

### Milieux naturels et biodiversité

#### Réseau Natura 2000
Le réseau Natura 2000 est un réseau écologique européen de sites naturels d'intérêt écologique élaboré à partir des Directives « Habitats » et « Oiseaux », constitué de zones spéciales de conservation (ZSC) et de zones de protection spéciale (ZPS).
Un site Natura 2000 a été défini sur la commune au titre de la « directive Habitats » : « le Saison (cours d'eau) », d'une superficie de 2 200 ha, un cours d'eau de très bonne qualité à salmonidés,.

#### Zones naturelles d'intérêt écologique, faunistique et floristique
L’inventaire des zones naturelles d'intérêt écologique, faunistique et floristique (ZNIEFF) a pour objectif de réaliser une couverture des zones les plus intéressantes sur le plan écologique, essentiellement dans la perspective d’améliorer la connaissance du patrimoine naturel national et de fournir aux différents décideurs un outil d’aide à la prise en compte de l’environnement dans l’aménagement du territoire.
Une ZNIEFF de type 2 est recensée sur la commune, : 
le « réseau hydrographique du gave d'Oloron et de ses affluents » (6 885,32 ha), couvrant 114 communes dont 2 dans les Landes et 112 dans les Pyrénées-Atlantiques.

## Urbanisme

### Typologie
Au 1er janvier 2024, Rivehaute est catégorisée commune rurale à habitat dispersé, selon la nouvelle grille communale de densité à sept niveaux définie par l'Insee en 2022.
Elle est située hors unité urbaine et hors attraction des villes,.

### Occupation des sols

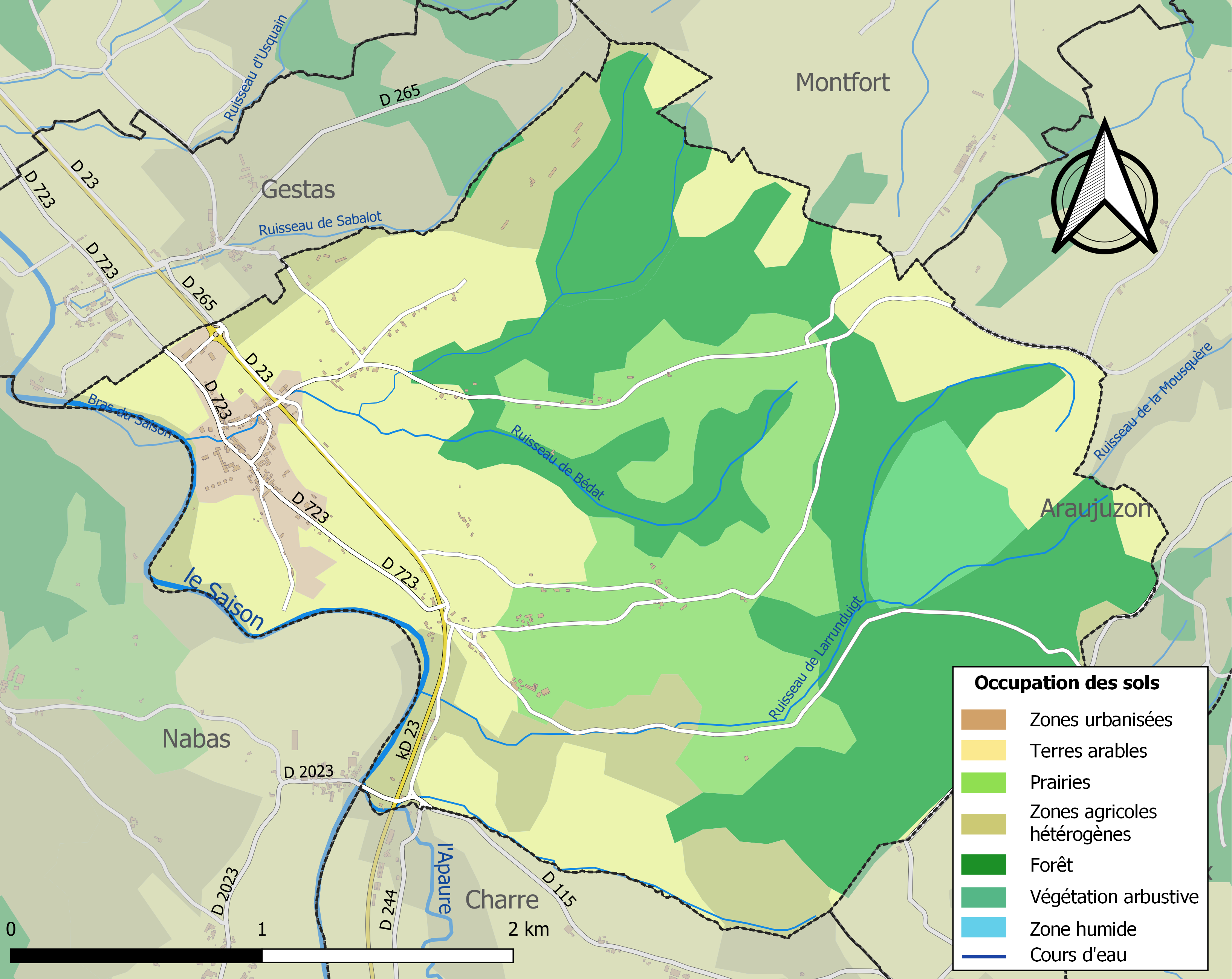
Carte des infrastructures et de l'occupation des sols de la commune en 2018 (CLC).

L'occupation des sols de la commune, telle qu'elle ressort de la base de données européenne d’occupation biophysique des sols Corine Land Cover (CLC), est marquée par l'importance des territoires agricoles (60,4 % en 2018), une proportion sensiblement équivalente à celle de 1990 (60,6 %). La répartition détaillée en 2018 est la suivante : 
forêts (32,9 %), terres arables (31,5 %), prairies (17,5 %), zones agricoles hétérogènes (11,4 %), milieux à végétation arbustive et/ou herbacée (3,5 %), zones urbanisées (3,2 %). L'évolution de l’occupation des sols de la commune et de ses infrastructures peut être observée sur les différentes représentations cartographiques du territoire : la carte de Cassini (XVIIIe siècle), la carte d'état-major (1820-1866) et les cartes ou photos aériennes de l'IGN pour la période actuelle (1950 à aujourd'hui).

### Risques majeurs
Le territoire de la commune de Rivehaute est vulnérable à différents aléas naturels : météorologiques (tempête, orage, neige, grand froid, canicule ou sécheresse), inondations et séisme (sismicité moyenne). Un site publié par le BRGM permet d'évaluer simplement et rapidement les risques d'un bien localisé soit par son adresse soit par le numéro de sa parcelle.
Certaines parties du territoire communal sont susceptibles d’être affectées par le risque d’inondation par une crue torrentielle ou à montée rapide de cours d'eau, notamment le Saison et l'Apaure. La commune a été reconnue en état de catastrophe naturelle au titre des dommages causés par les inondations et coulées de boue survenues en 1982, 1983, 1992, 1998, 2007, 2008, 2009 et 2018,.

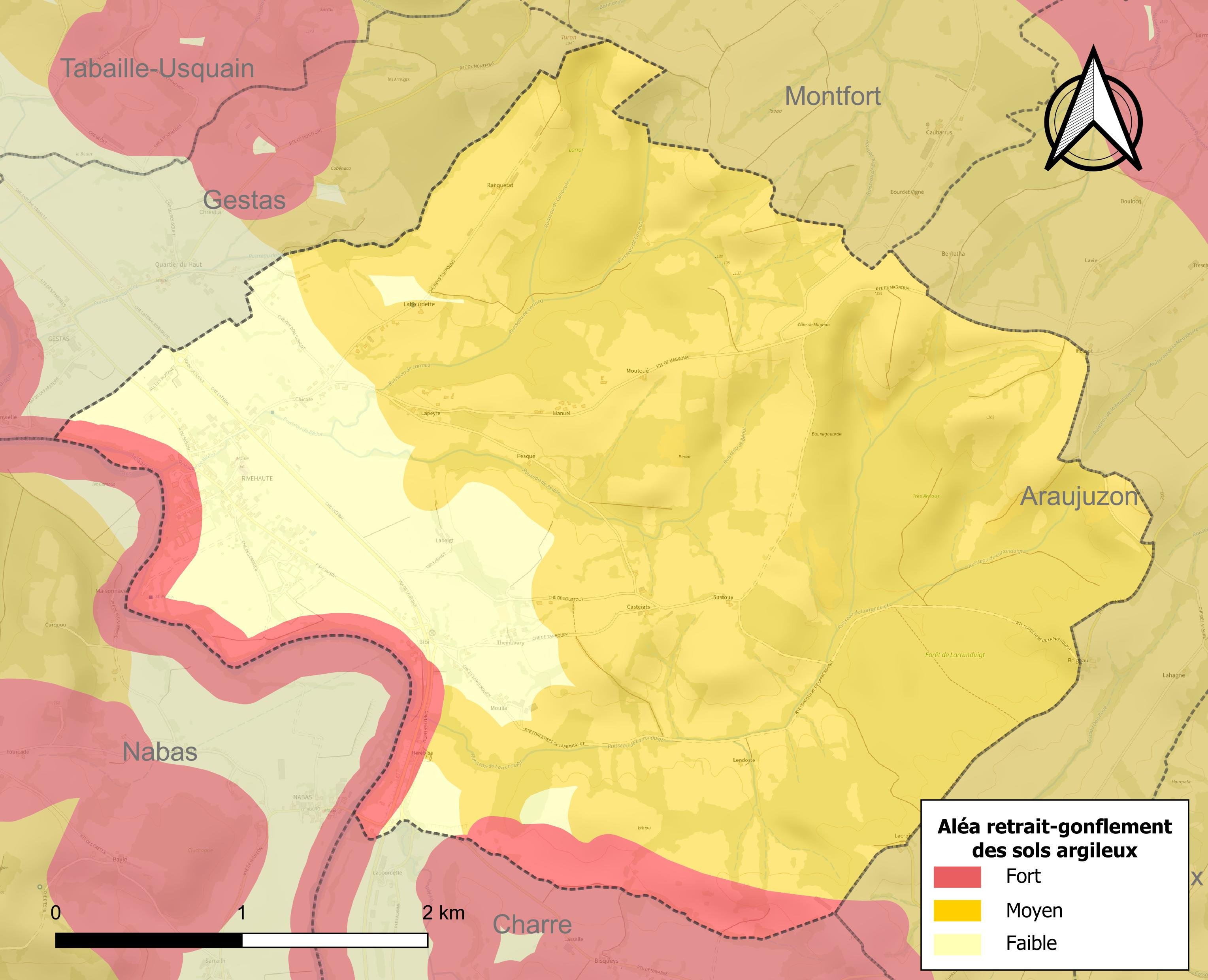
Carte des zones d'aléa retrait-gonflement des sols argileux de Rivehaute.

Le retrait-gonflement des sols argileux est susceptible d'engendrer des dommages importants aux bâtiments en cas d’alternance de périodes de sécheresse et de pluie. 81,6 % de la superficie communale est en aléa moyen ou fort (59 % au niveau départemental et 48,5 % au niveau national). Depuis le 1er octobre 2020, en application de la loi ELAN, différentes contraintes s'imposent aux vendeurs, maîtres d'ouvrages ou constructeurs de biens situés dans une zone classée en aléa moyen ou fort,.

## Toponymie

### Attestations anciennes
Le toponyme Rivehaute apparaît sous les formes Ecclesia de Aribalda et Sancta-Maria de Arribalte (respectivement XIe et XIIe siècles, cartulaire de Sorde), Arribalda (XIIe siècle, collection Duchesne volume CXIV), Arribaute (1323, cartulaire d'Orthez), Ribaute (1385, censier de Béarn), Arribauta, Arribahauta, Ribahaute et Ribe-Aute (respectivement 1538, 1540 et 1548 pour les deux derniers, réformation de Béarn) et Nostre-Dame de Rivehaute (1656, insinuations du diocèse d'Oloron).

### Signification
« La rive haute » (sans doute la rive la plus escarpée d'un cours d'eau).

### Graphie béarnaise
Son nom béarnais est Ribahauta ou Ribehaute (Rivehaute en français).

## Histoire
Paul Raymond note que la commune comptait une abbaye laïque, vassale de la vicomté de Béarn.
En 1385, Rivehaute comptait 26 feux et dépendait du bailliage de Sauveterre.
Parmi les seigneurs de Rive-Haute, on connaît Jean de Rive-Haute (seigneur de Rive-Haute et de Ladevèze en Rivière vers 1350).

## Politique et administration
| Période                                  | Période  | Identité        | Étiquette | Qualité |
| ---------------------------------------- | -------- | --------------- | --------- | ------- |
| Les données manquantes sont à compléter. |          |                 |           |         |
| avant 1981                               | 2001     | Jean Mulas      | DVG       |         |
| 2001                                     | En cours | Marcel Montegut |           |         |

### Intercommunalité
La commune fait partie de six structures intercommunales :
- la Communauté de communes du Béarn des Gaves ;
- le syndicat AEP du pays de Soule ;
- le syndicat d’énergie des Pyrénées-Atlantiques ;
- le syndicat de la perception de Navarrenx ;
- le syndicat intercommunal des gaves et du Saleys ;
- le syndicat mixte forestier des chênaies des vallées basques et béarnaises.

## Population et société

### Démographie
L'évolution du nombre d'habitants est connue à travers les recensements de la population effectués dans la commune depuis 1793. Pour les communes de moins de 10 000 habitants, une enquête de recensement portant sur toute la population est réalisée tous les cinq ans, les populations de référence des années intermédiaires étant quant à elles estimées par interpolation ou extrapolation. Pour la commune, le premier recensement exhaustif entrant dans le cadre du nouveau dispositif a été réalisé en 2008.

En 2022, la commune comptait 271 habitants, en évolution de +4,23 % par rapport à 2016 (Pyrénées-Atlantiques : +3,78 %, France hors Mayotte : +2,11 %).
| 1793 | 1800 | 1806 | 1821 | 1831 | 1836 | 1841 | 1846 | 1851 |
| ---- | ---- | ---- | ---- | ---- | ---- | ---- | ---- | ---- |
| 364  | 337  | 385  | 378  | 436  | 457  | 448  | 412  | 414  |

| 1856 | 1861 | 1866 | 1872 | 1876 | 1881 | 1886 | 1891 | 1896 |
| ---- | ---- | ---- | ---- | ---- | ---- | ---- | ---- | ---- |
| 365  | 392  | 390  | 393  | 410  | 412  | 414  | 398  | 405  |

| 1901 | 1906 | 1911 | 1921 | 1926 | 1931 | 1936 | 1946 | 1954 |
| ---- | ---- | ---- | ---- | ---- | ---- | ---- | ---- | ---- |
| 393  | 457  | 410  | 345  | 314  | 305  | 290  | 256  | 248  |

| 1962 | 1968 | 1975 | 1982 | 1990 | 1999 | 2006 | 2008 | 2013 |
| ---- | ---- | ---- | ---- | ---- | ---- | ---- | ---- | ---- |
| 255  | 259  | 250  | 250  | 230  | 237  | 232  | 231  | 250  |

| 2018 | 2022 | - | - | - | - | - | - | - |
| ---- | ---- | - | - | - | - | - | - | - |
| 264  | 271  | - | - | - | - | - | - | - |

## Économie
L'activité est principalement agricole (élevage, pâturages, polyculture). La commune fait partie de la zone d'appellation de l'ossau-iraty.

## Culture locale et patrimoine
Fête communale vers le 15 août.

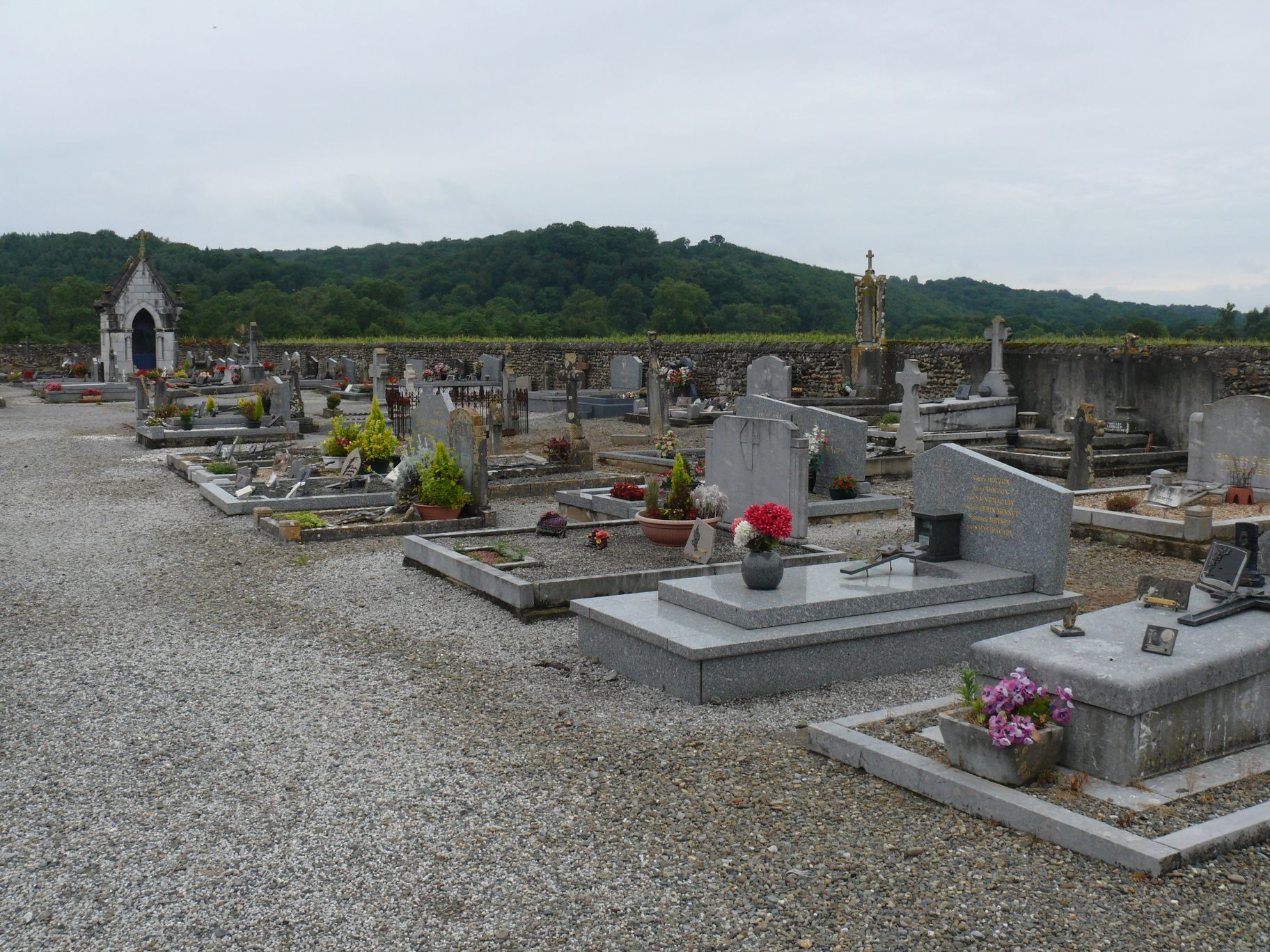
Le cimetière.

Club de football, avec tournoi de poussins et benjamins en mai.

### Patrimoine civil
Appréciée par la noblesse de Pau et de Bayonne qui y fit édifier plusieurs résidences secondaires, la commune présente plusieurs belles demeures autour de l'église.

### Patrimoine religieux
L'église de l'Assomption-de-la-Bienheureuse-Vierge-Marie date du XIXe siècle.

## Équipements

### Sports
Le village dispose d'un complexe sportif regroupant trois terrains dont dispose le club de football local Rivehaute Sport.

## Personnalités liées à la commune
- Jean-Charles de Gestas (1776-1849), homme politique né à Rivehaute, député des Basses-Pyrénées de 1815 à 1816 et de 1818 à 1831.